# Flammerécourt

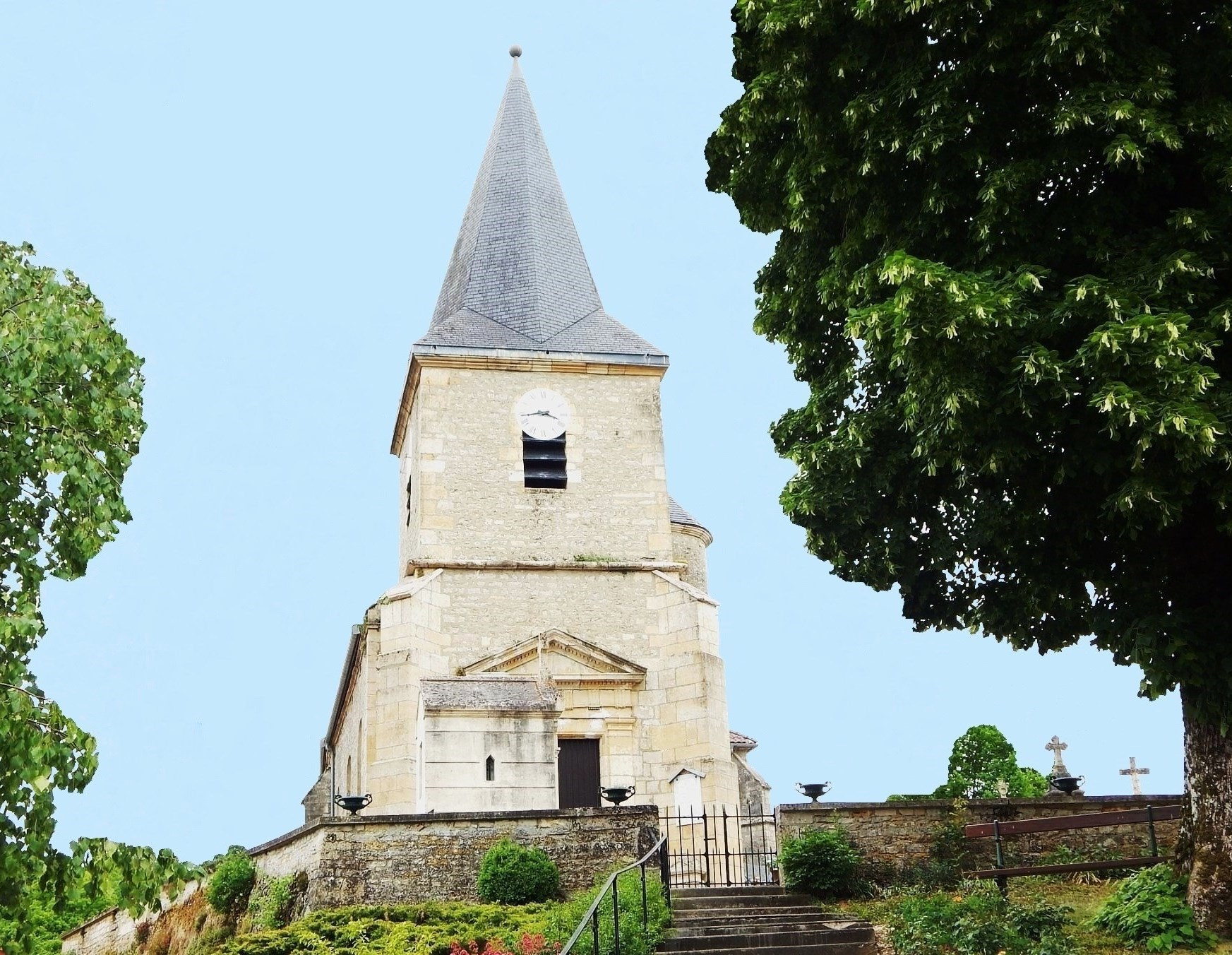
Kirche Saint-Remi in Flammerécourt

Flammerécourt ist eine französische Gemeinde mit 71 Einwohnern (Stand 1. Januar 2022) im Département Haute-Marne in der Region Grand Est. Sie gehört zum Arrondissement Saint-Dizier und zum Kanton Joinville.

## Geografie
Die Gemeinde Flammerécourt liegt am Blaiseron, etwa 30 Kilometer nordnordwestlich von Chaumont. Sie ist umgeben von folgenden Nachbargemeinden: 
| Charmes-la-Grande  | Brachay                                     | Blécourt, Mussey-sur-Marne |
| Charmes-en-l’Angle | Kompassrose, die auf Nachbargemeinden zeigt | Rouvroy-sur-Marne          |
| Cirey-sur-Blaise   | Leschères-sur-le-Blaiseron                  | Gudmont-Villiers           |

## Bevölkerungsentwicklung
| Jahr                       | 1962 | 1968 | 1975 | 1982 | 1990 | 1999 | 2008 | 2019 |
| -------------------------- | ---- | ---- | ---- | ---- | ---- | ---- | ---- | ---- |
| Einwohner                  | 88   | 83   | 73   | 70   | 64   | 62   | 66   | 69   |
| Quellen: Cassini und INSEE |      |      |      |      |      |      |      |      |